# Jake Paltrow
Jacob Danner Paltrow, detto Jake (Los Angeles, 26 settembre 1975), è un regista, sceneggiatore e attore statunitense.

## Biografia
Figlio del regista Bruce Paltrow e dell'attrice Blythe Danner, è il fratello minore di Gwyneth Paltrow. È inoltre cugino di Kate Moennig.
Inizia la sua carriera come assistente di produzione nel film Sydney di Paul Thomas Anderson, in seguito segue le orme paterne e lavora come regista televisivo per la serie NYPD - New York Police Department. Nel 2007 debutta come regista cinematografico, realizzando il suo primo lungometraggio, The Good Night, il cui cast comprende la sorella Gwyneth, Martin Freeman, Penélope Cruz e Danny DeVito. Il film è stato presentato al Sundance Film Festival. Nel 2010 ha partecipato, come attore, al film Lo stravagante mondo di Greenberg, di Noah Baumbach.

## Filmografia

### Regista

#### Cinema
- An Eviction Notice - cortometraggio (1995)
- The Good Night (2007)
- Young Ones - L'ultima generazione (Young Ones) (2014)
- De Palma (2015) - documentario co-diretto con Noah Baumbach

#### Televisione
- The Others - serie TV, 1 episodio (2000)
- The Jury - serie TV, 1 episodio (2004)
- NYPD - New York Police Department (NYPD Blue) - serie TV, 9 episodi (1997-2004)
- Boardwalk Empire - L'impero del crimine (Boardwalk Empire) - serie TV, 1 episodio (2013)

### Sceneggiatore
- The Good Night, regia di Jake Paltrow (2007)
- Young Ones - L'ultima generazione (Young Ones), regia di Jake Paltrow (2014)

### Attore
- Lo stravagante mondo di Greenberg, regia di Noah Baumbach (2010)